# Gerald Campion
Pour les articles homonymes, voir Campion.
Gerald Campion, né le 23 avril 1921 à Bloomsbury (Royaume-Uni) et mort le 9 juillet 2002 à la clinique Saint-Hilaire d'Agen (France), est un acteur britannique.

## Filmographie
- 1938 : Alerte aux Indes (The Drum) : Soldier
- 1941 : The Ghost of St. Michael's : Pupil At Rear Of Class
- 1947 : Je cherche le criminel (Take My Life), de Ronald Neame : Vendeur de journaux à la gare
- 1948 : Miranda
- 1952 : The Pickwick Papers : Joe, the Fat Boy
- 1953 : Les Marrants terribles (Top of the Form) : Pugley
- 1954 : Up to His Neck : Skinny
- 1954 : Monsieur Ripois : Harry
- 1956 : Fun at St. Fanny's : Fatty Gilbert
- 1956 : Jumping for Joy : Man with ice cream
- 1956 : Keep It Clean : Rasher
- 1958 : Fair Game (série TV) : Jumbo Woodruff
- 1958 : Allez-y, sergent! (Carry on Sergeant) : Andy Calloway
- 1960 : Inn for Trouble : George
- 1960 : L'Académie des coquins (School for Scoundrels or How to Win Without Actually Cheating!) : Proudfoot
- 1961 : Double Bunk : Charlie
- 1962 : Jigsaw : Glazier
- 1962 : Ah ! Quel châssis ! (The Fast Lady) : Actor in Scottish TV show
- 1963 : The Comedy Man : Gerry
- 1964 : A Home of Your Own
- 1965 : Ces merveilleux fous volants dans leurs drôles de machines (Those Magnificent Men in Their Flying Machines or How I Flew from London to Paris in 25 hours 11 minutes) : Fireman
- 1966 : The Sandwich Man : Sandwich man in suit of armour
- 1967 : Half a Sixpence : Fat Boy
- 1967 : La Créature invisible (The Sorcerers) : Man in China Shop
- 1968 : Chitty Chitty Bang Bang : Minister
- 1987 : The Bretts (feuilleton TV)
- 1988 : Just Ask for Diamond : Uncle Holly
- 1988 : La Petite Dorrit (Little Dorrit) : Mr. Tetterby
- 1989 : Great Expectations (feuilleton TV) : Mr. Raymond
- 1992 : Doctor Who: Shada (vidéo) : Porter (Wilkins)